# Drosophila chimera
Drosophila chimera är en tvåvingeart som beskrevs av M.W.Y. Kam och W.D. Perreira 2003.
Drosophila chimera ingår i släktet Drosophila och familjen daggflugor. Artens utbredningsområde är Hawaii.